# Tomás Cipriano de Mosquera
Tomás Cipriano de Mosquera y Arboleda (Popayán, 26 de setembro de 1798 – Puracé, 7 de outubro de 1878) foi um estadista e político colombiano. Ocupou o cargo de presidente de seu país em quatro ocasiões: pela primeira vez, de 1 de abril de 1845 a 1 de abril de 1849; em seguida, entre 18 de julho de 1861 e 4 de fevereiro de 1863; a terceira foi de 14 de maio de 1863 a 8 de abril de 1864; por fim, sua última gestão ocorreu de 22 de maio de 1866 a 1 de novembro de 1867.
É considerado uma das figuras mais renomadas da história colombiana do século XIX devido às medidas governamentais, como a realização do primeiro censo nacional do país, a instauração do Sistema Métrico Decimal, a promoção da navegação a vapor pelo rio Magdalena autorizando a exportação pelo porto de Barranquilla em 1849, instalação prévia de uma aduana e a consolidação do Tratado de Paz, Amizade, Navegação e Comércio com os Estados Unidos, assim como a construção do Capitólio Nacional da Colômbia.